# Rugby Americas North M19 2018
El Rugby Americas North M19 del 2018 fue la decimotercera edición del torneo.
Se celebró en Ciudad de México y se organizó como un cuadrangular todos contra todos a una sola ronda. El equipo local ganó los tres partidos y consiguió el título por 3ª vez.

## Equipos participantes
- Selección juvenil de rugby de Islas Caimán
- Selección juvenil de rugby de Jamaica
- Selección juvenil de rugby de México
- Selección juvenil de rugby de USA South

En este certamen también iba a competir la selección de Trinidad y Tobago pero cayó su partición a último momento. Días antes, la selección adulta fue bajada del RAN Championship 2018.

## Posiciones
| Pos. | Equipo       | Encuentros | Encuentros | Encuentros | Encuentros | Tantos  | Tantos    | Tantos     | Puntos |
| Pos. | Equipo       | jugados    | ganados    | empatados  | perdidos   | a favor | en contra | diferencia | Puntos |
| ---- | ------------ | ---------- | ---------- | ---------- | ---------- | ------- | --------- | ---------- | ------ |
| 1    | México       | 3          | 3          | 0          | 0          | 159     | 38        | + 121      | 15     |
| 2    | USA South    | 3          | 2          | 0          | 1          | 63      | 69        | - 6        | 9      |
| 3    | Jamaica      | 3          | 1          | 0          | 2          | 53      | 103       | - 50       | 5      |
| 4    | Islas Caimán | 3          | 0          | 0          | 3          | 44      | 109       | - 65       | 0      |

Nota: Se otorgan 3 puntos al equipo que gane un partido, 1 al que empate y 0 al que pierda
|  | Campeón |

## Resultados

### Primera fecha
| 8 de julio | México | 65 - 6  | Jamaica |  |  |
|            |        | Reporte |         |  |  |

| 8 de julio | USA South | 25 - 12 | Islas Caimán |  |  |
|            |           | Reporte |              |  |  |

### Segunda fecha
| 11 de julio | México | 49 - 17 | Islas Caimán |  |  |
|             |        | Reporte |              |  |  |

| 11 de julio | USA South | 23 - 12 | Jamaica |  |  |
|             |           | Reporte |         |  |  |

### Tercera fecha
| 14 de julio | Islas Caimán | 15 - 35 | Jamaica |  |  |

| 14 de julio | México | 45 - 15 | USA South |  |  |

| Bandera de México |
| Campeón México    |
| Tercer título     |